# Sesos

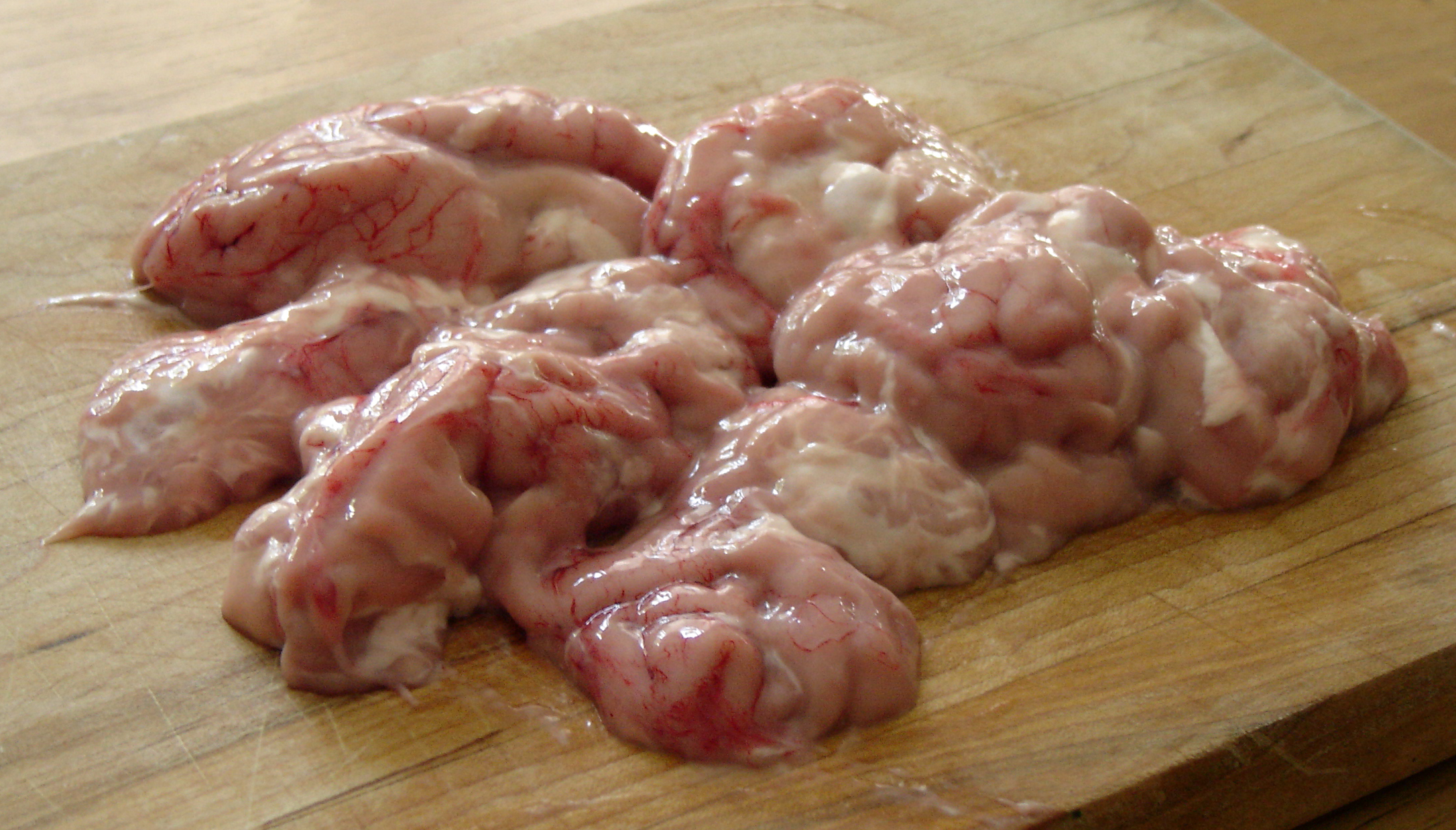
Sesos de cerdo, listos para ser cocinados.

Sesos es el término usado para referirse a un cerebro de animal generalmente en un contexto culinario, puesto que, como la mayoría de órganos internos y demás casquería, pueden emplearse como alimento. Entre los usados con este fin están los de cerdos, ganado vacuno, pollos, cabras, caballos, ardillas y monos. En muchas culturas, diversos tipos de sesos se consideran una delicia.

## Consumo

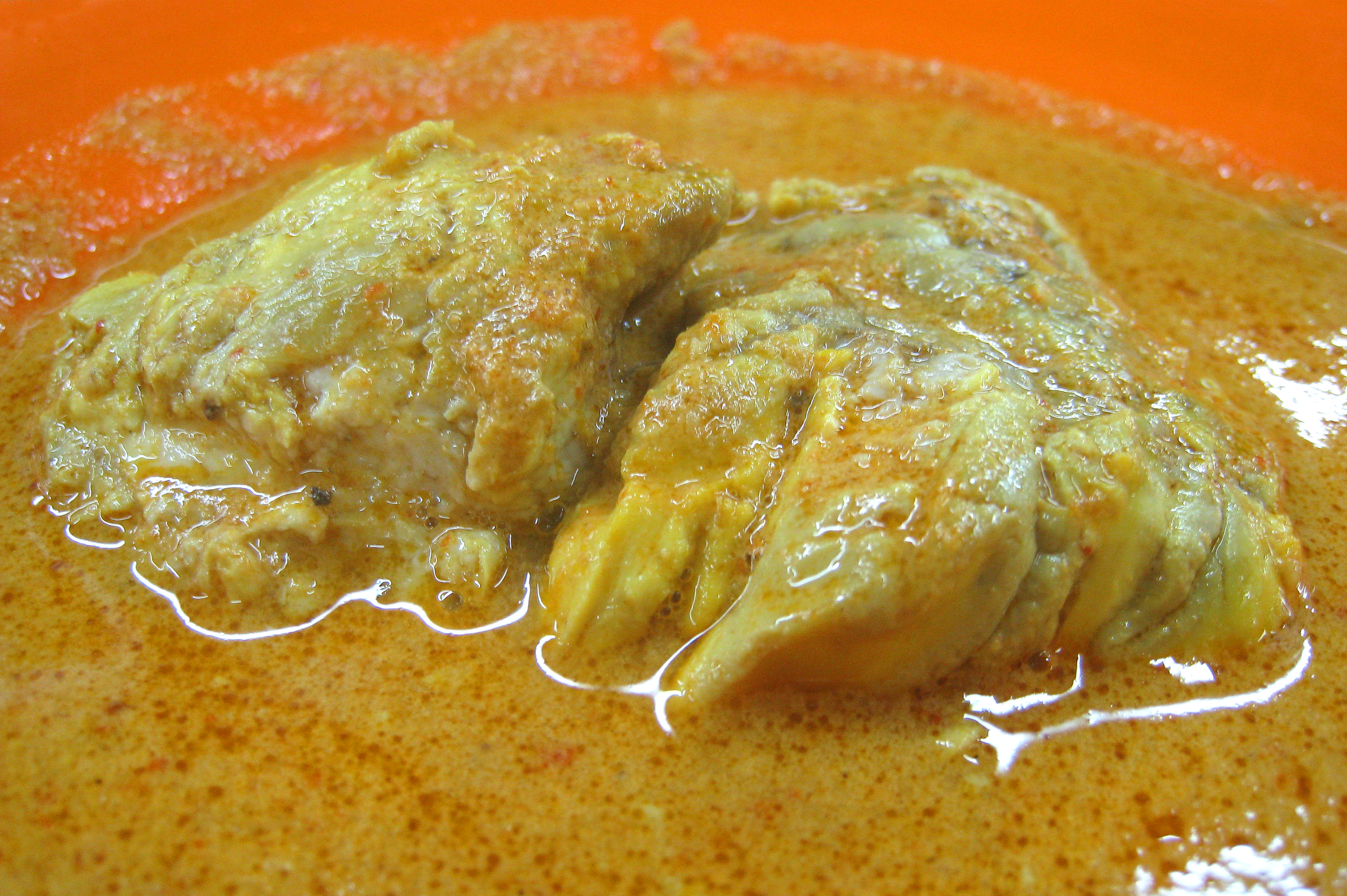
Curry de sesos: Comida padang Gulai Otak, un plato de Minangkabau, Sumatra occidental, Indonesia.

Los sesos se preparan con frecuencia revueltos con huevo. En el sur de Estados Unidos pueden encontrarse sesos de cerdo enlatados en gravy, que a menudo se preparan con huevos revueltos para obtener eggs n' brains. En dicha región también se llegan a consumir incluso sesos de ardilla.
También aparecen en la cocina francesa, en platos como el cervelle de veau y la tête de veau, y en la mexicana, donde se emplean para elaborar tacos y quesadillas, hechos con sesos de ternera.
La tribu camerunesa anyang tenía la costumbre tradicional de que el nuevo jefe comiera los sesos de un gorila cazado, mientras otro anciano de la tribu consumía el corazón.

## Riesgos para la salud

### Grasa y colesterol
Los sesos contienen un 60 % de grasa, debido a la gran cantidad de mielina (que a su vez consiste en un 70 % de grasa) que aísla los axones de las neuronas. Como ejemplo, una lata de 140 g de sesos de cerdo en gravy de leche, una ración individual, contiene 3500 mg de colesterol, un 1170 % del consumo de Referencia Alimenticio.

### Priones
El consumo de sesos puede provocar encefalopatías espongiformes transmisibles mortales, como la enfermedad de Creutzfeldt-Jakob y otras producidas por priones en humanos y la encefalopatía espongiforme bovina en el ganado. Otra enfermedad por priones llamada kuru ha sido relacionada con un rito funerario de los fore de Papúa Nueva Guinea, en el que los cercanos a un difunto comían su cerebro para crear una sensación de inmortalidad.

### Animales salvajes
Los cazadores saben que los sesos de muchos animales salvajes no deben consumirse, debido al riesgo de enfermedad debilitante crónica. Los sesos siguen resultando útiles para otros fines, como el curtido de sus pieles.